# Mariano Gaviola
Mariano Gaviola (Dansalan, 15 augustus 1922 - 13 oktober 1998) was een Filipijnse rooms-katholieke geestelijke. Hij was onder meer bisschop van Cabanatuan, bisschop van het Filipijnse leger en aartsbisschop van Lipa.

## Biografie
Mariano Gaviola werd geboren op 15 augustus 1922 in Dansalan. Na het voltooien van zijn opleiding voor het priesterschap werd Frondosa op 2 april 1949 tot priester gewijd. Op 8 maart 1963 werd hij benoemd tot eerste bisschop van het nieuwe bisdom van Cabanatuan. Deze positie bekleedde Casas tot hij op 31 mei 1967 ontslag nam. Op 2 maart 1974 werd hij benoemd tot bisschop van het militair ordinaat van de Filipijnen. Op 13 april 1981 volgde een benoeming tot aartsbisschop van Lipa. In 1992 ging Gaviola met pensioen, waarna hij als aartsbisschop werd opgevolgd door Gaudencio Rosales. Bijna zes jaar later overleed Gaviola op 76-jarige leeftijd.